# Man van Arlington Springs

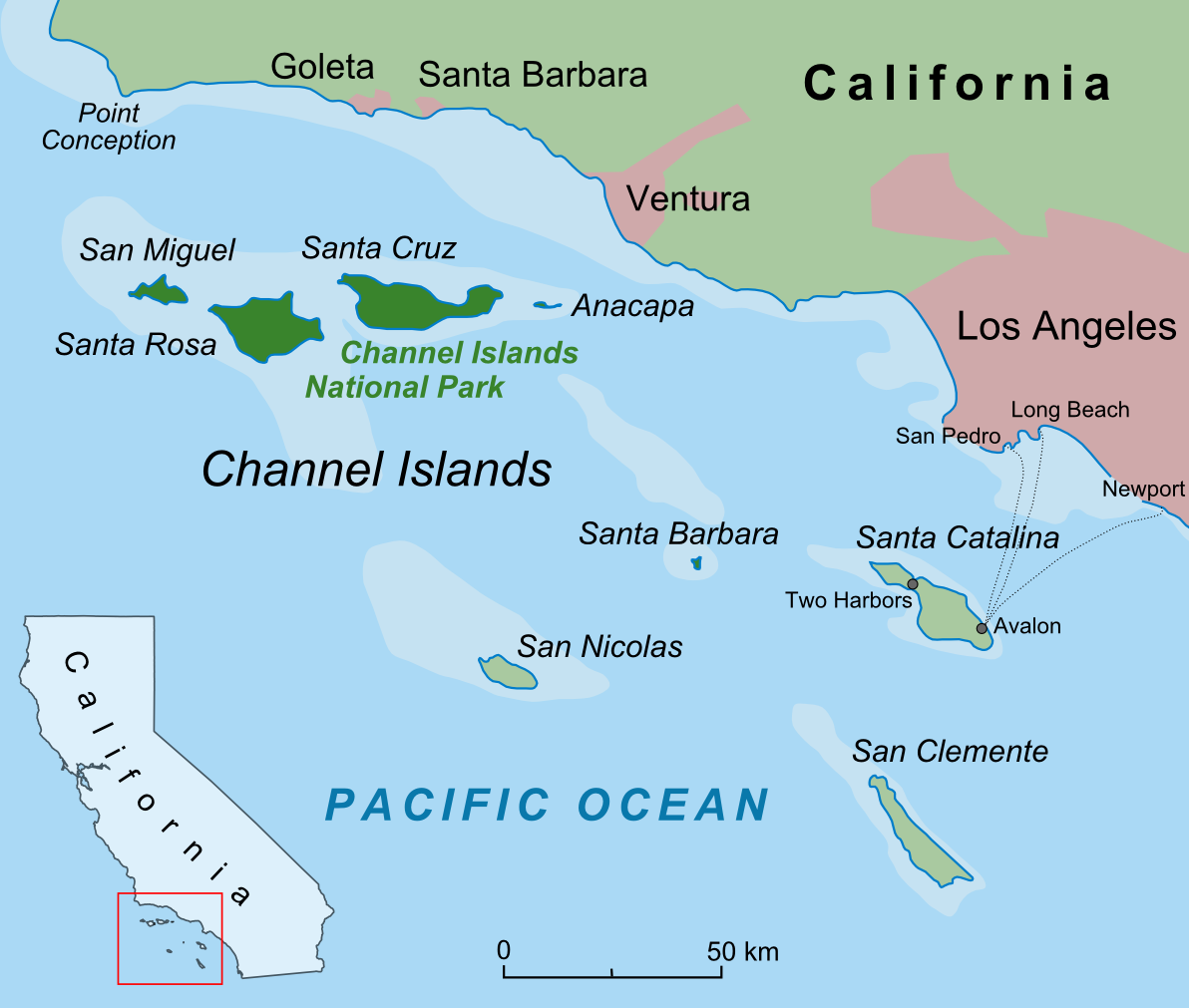
De noordelijke vier Channel Islands in donkergroen vormden samen in het Laat Pleistoceen Santa Rosae, waar, tussen 12.200 en 11.400 jaar geleden, de paleoindiaan Arlington Springs Man leefde.

De man van Arlington Springs is de naam voor de Laat Pleistocene menselijke overblijfselen die in 1959 zijn ontdekt op Santa Rosa Island, een van de Channel Islands voor de kust van Zuid-Californië. De archeologische site van Arlington Springs valt onder de bescherming van het noordelijke Channel Islands National Park en Santa Barbara County.

## Geschiedenis

### Archeologie
In 1959-1960 werden er twee dijbenen opgegraven door Phil C. Orr, curator van de afdelingen antropologie en paleontologie van het Santa Barbara Museum of Natural History, in Arlington Springs op Santa Rosa Island. Volgens Orr waren de overblijfselen van een 10.000 jaar oude man en hij noemde hem de 'Man van Arlington Springs'.
De man van Arlington Springs werd in 1989 opnieuw onderzocht door Orrs opvolgers dr John R. Johnson en Don Morris. Zij dachten eerst dat het om een vrouw ging. Koolstofdatering wees uit dat de overblijfselen van 13.000 BP dateerden, waardoor ze potentieel het oudst bekende menselijke skelet in Noord-Amerika werden. In 2006 kwam Johnson terug op het geslacht van het skelet en werd het weer in de man van Arlington Springs veranderd.
'Bewijsmateriaal voor een ontwikkelde op zee gebaseerde economie onder Noord-Amerikaanse bewoners van 12.200 tot 11.400 jaar geleden komt naar boven van drie sites op de Channel Islands van Californië.' (Science, maart 2011)
Science meldt verder dat er pijl- of speerpunten zijn gevonden op de drie sites van de Channel Islands:
'De punten die we vinden zijn buitengewoon, het vakmanschap verbazingwekkend. Ze zijn ultra dun, hebben een gezaagde rand en hebben ongelooflijke haken. Het betreft een hoogontwikkelde chipped-stone technologie.' (Jon Erlandson, professor antropologie en directeur van het Museum of Natural and Cultural History aan de University of Oregon)

### Geologie
De Paleoindiaan van Arlington Springs leefde in de periode van het Pleistoceen van Santa Rosae island. Tijdens de laatste ijstijd maakten de vier noordelijke Channel Islands deel uit van het mega eiland Santa Rosae.
Het klimaat was kouder en het zeeniveau 46 meter lager dan tegenwoordig. Zijn aanwezigheid op het eiland in zo'n vroege tijd bewijst dat de vroegste paleoindianen in staat waren het Santa Barbara Channel over te steken en versterkt de theorie van de coastal migration voor het bevolken van de Amerika's, waarbij men met boten vanuit Siberië en Alaska zuidwaarts zou zijn gevaren.